# Le Fantôme de Canterville et autres nouvelles

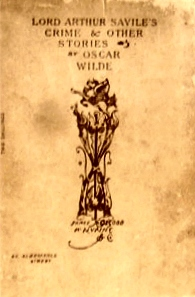
Couverture de la première édition

Le Fantôme de Canterville et autres nouvelles (en anglais Lord Arthur Savile's Crime and Other Stories) est un recueil de quatre nouvelles d'Oscar Wilde publié en 1891.
Il comprend les textes suivants :
- Le Fantôme de Canterville (The Canterville Ghost) (1887) : aussi publié dans The Court And Society Review (disponible sur Wikisource) ;
- Le Crime de Lord Arthur Savile (Lord Arthur Savile's Crime) (1887) : aussi publié dans The Court And Society Review (disponible sur Wikisource) ;
- Le Modèle millionnaire (The Model Millionaire) (1887) : aussi publié dans The World ;
- Un Sphinx sans secret (The Sphinx Without a Secret).